# Izza Génini
Izza Génini (nascida em 1942) é uma produtora e diretora de cinema marroquina. Ela vive e trabalha em Paris, França, desde 1960.

## Biografia
Izza Génini nasceu em Casablanca, Marrocos, em 1942, filha de uma família judia.
Depois de estudar literatura e línguas estrangeiras na Sorbonne e no Instituto Nacional das Línguas e Civilizações Orientais, ambos em Paris, Génini decidiu entrar no cinema. Em 1973, fundou a SOGEAV, para a distribuição de filmes franceses em países africanos de língua francesa, distribuição de filmes africanos no exterior e produção de filmes El Hal e Transes, o último dos dois dirigido por Ahmed El Maanouni. Martin Scorsese mais tarde re-masterizaria este filme em seu World Cinema Project, com uma entrevista a Génini incluída no disco. Em 1987, Génini iniciou a produção de uma série de documentários sobre música tradicional marroquina chamada Maroc, corpo etário, ou Marrocos, Corpo e Alma, contendo quinze partes.
De 1970 a 1986, ela foi diretora das produções do Club 70.
Génini foi membro da organização de tributo dedicada à memória de Simon Lévy, que fez da sua missão a de preservar a herança judaico-marroquina.